# Arhopalus tobirensis
Arhopalus tobirensis es una especie de escarabajo longicornio del género Arhopalus, tribu Asemini, subfamilia Spondylidinae. Fue descrita científicamente por Hayashi en 1968.

## Descripción
Mide 15-24 milímetros de longitud.

## Distribución
Se distribuye por Japón.